# Soane Patita Paini Mafi
Soane Patita Paini Mafi (ur. 19 grudnia 1961 w Nukuʻalofie) – tongijski duchowny rzymskokatolicki, od 2008 biskup diecezjalny Tonga i tym samym zwierzchnik Kościoła katolickiego na Tonga, kardynał.

## Życiorys
Święcenia kapłańskie przyjął 29 czerwca 1991 w diecezji Tonga, udzielił ich mu jej ówczesny ordynariusz Patelisio Punou-Ki-Hihifo Finau SM. Pracował głównie jako duszpasterz parafialny, był także m.in. wikariuszem generalnym diecezji oraz wicerektorem seminarium na wyspie Fidżi.
28 czerwca 2007 papież Benedykt XVI mianował go biskupem koadiutorem Tonga. Sakry udzielił mu 4 października 2007 bp Soane Lilo Foliaki SM, u boku którego miał posługiwać. 18 kwietnia 2008 nastąpiła jego sukcesja na urząd biskupa diecezjalnego.
4 stycznia 2015 ogłoszony kardynałem przez papieża Franciszka. Insygnia nowej godności odebrał 14 lutego. Brał udział w konklawe 2025, które wybrało papieża Leona XIV.